# フーナ湾
座標: 北緯65度50分 西経20度50分 / 北緯65.833度 西経20.833度

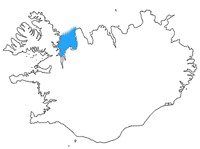
フーナ湾の位置

フーナ湾内の地図

フーナ湾（アイスランド語: Húnaflói, フーナフロウイ、「若熊の大湾」の意）は、アイスランド北部にある広い湾である。ストラウンディル（アイスランド語: Strandir）海岸からスカーガストロント（アイスランド語: Skagaströnd）海岸までの間の範囲を指す。湾の幅は約 50 km、奥行きは約 100 km である。湾の東側にはブリョンドゥオゥスやスカーガストロント（アイスランド語: Skagaströnd）などの町が面している。

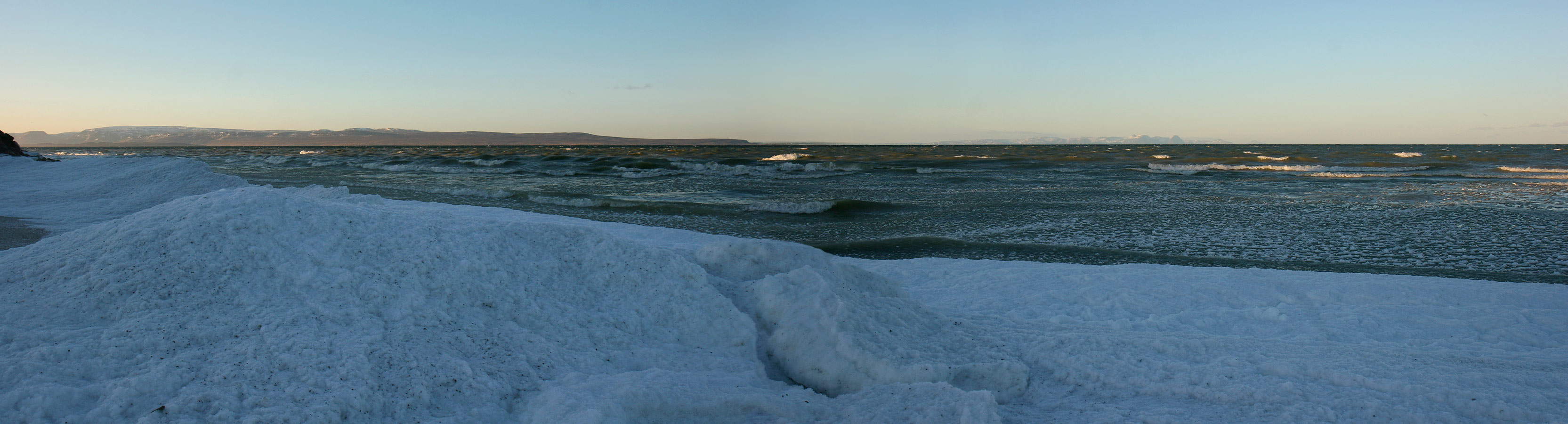
フーナ湾の岸に風や波で打ち寄せられた河氷の山のパノラマ写真。ブリョンドゥオウスの浜辺より。ヴァスネース（Vatnsnes）半島が東に、西部フィヨルドのバッラ山（Ballafjöll）が北東に見える。2007年11月撮影。